# Dyscia duanjiao
Dyscia duanjiao là một loài bướm đêm trong họ Geometridae.